# Diego País
Diego Joaquín País (Bahía Blanca, Argentina, 6 de julio de 1976) es un exjugador del fútbol argentino y actual Panelista de Tercer Tiempo en el canal GenteOpa junto a Rodolfo Masís y de El País de Josué y Teléfono Rojo junto al periodista Josué Quesada Amador (El Enano Agrandado) en la plataforma de YouTube. Jugó de delantero y se retiró en el año 2017.
País acumula una vasta trayectoria en su país e Italia. Militó en el Olimpo de Bahía Blanca y en 2001 emigró a Italia donde jugó en Luparense de Pádova, Hellas Verona y Associazione Calcio Mantova, hasta 2006. 
Posteriormente se vinculó al Club Atlético Bella Vista de su país y marcó veinte goles que captaron la atención del Municipal Pérez Zeledón de Costa Rica, club adonde llegó a mediados de 2007. Precisamente en esa nación centroamericana es donde País realizó la mayor parte de su carrera deportiva.
En el 2018 se vinculó como periodista deportivo en Monumental, y posteriormente en televisión, donde actualmente labora.

## Clubes
| Club                   | País       | Año         |
| ---------------------- | ---------- | ----------- |
| Olimpo de Bahía Blanca | Argentina  | 1993 - 2001 |
| Luparense Calcio       | Italia     | 2001-2003   |
| Hellas Verona          | Italia     | 2003-2005   |
| AC Mantova             | Italia     | 2005-2006   |
| Club Bella Vista       | Argentina  | 2006-2007   |
| Pérez Zeledón          | Costa Rica | 2007-2010   |
| Cartaginés             | Costa Rica | 2010-2011   |
| San Carlos             | Costa Rica | 2011-2012   |
| Herediano              | Costa Rica | 2012        |
| Carmelita              | Costa Rica | 2013        |
| Barrio México          | Costa Rica | 2014        |
| Puntarenas FC          | Costa Rica | 2015        |
| AD San Rafael Abajo    | Costa Rica | 2017        |